# 董家塅街道
董家塅街道，中华人民共和国湖南省株洲市芦淞区下属的一个街道，因地处董家塅而得名。

## 建制沿革
- 1958年，设董家塅街道；
- 1959年，改置董家塅区；
- 1969年，恢复为董家塅街道。

## 行政区划
董家段街道下辖以下地区：
友好社区、幸福社区、劳动社区、南华社区、南沿社区、新泉社区、中心社区、新立社区、南苑社区和欣月社区。